# Hiromichi Mori
Hiromichi Mori (森 博達, Mori Hiromichi), né en 1949, est un linguiste japonais. Il étudie la phonologie historique du chinois et du japonais ancien (en) transcrit en caractères chinois par sons.

## Travaux
Il est réputé pour ses recherches sur le Nihon Shoki. Il divise cette chronique en deux groupes et affirme que le groupe α (vol. 14-21, 24-27, 30) a été documenté par des locuteurs natifs du dialecte chinois septentrional au cours de la dynastie Tang tandis que la groupe β (vol. 1-13, 22-23, 28-29) a été écrit par des Japonais. Il remarque que le groupe α est écrit en chinois standard et applique les caractères chinois de façon constante aux mots japonais mais que le groupe β est chinois / japonais et ne distingue pas certains caractères qui le sont dans le chinois septentrional.
Il est lauréat du 20e Dr. Kindati Memorial Award (1992) pour « Chroniques de l'ancienne phonologie » (古代の音韻と日本書紀の成立』に対して).